# Cerje Letovanićko
Cerje Letovanićko – wieś w Chorwacji, w żupanii sisacko-moslawińskiej, w gminie Lekenik. W 2011 roku liczyła 73 mieszkańców.